# Parafia Zesłania Ducha Świętego w Nowej Górze
Parafia Zesłania Ducha Świętego w Nowej Górze – parafia archidiecezji krakowskiej Kościoła katolickiego obrządku łacińskiego wchodząca w skład dekanatu Krzeszowice.

## Historia
Parafia została erygowana w 1313 r. Jest to wersja oficjalnie przyjęta, na podstawie sfałszowanego dokumentu z końca XVIII wieku (jego kopia znajduje się  w archiwum na Wawelu, oryginał być może w archiwum we Lwowie bądź zaginął). Najstarsze pisane źródło pochodzi z 1276 roku i wspomina o Janie synu Trojana plebanie "rector ecclesiae de Gory" (tak wówczas nazywano Nową Górę). Prawdopodobnie więc parafia powstała ok. 1250 roku, dokument erekcyjny zaginął lub uległ zniszczeniu podczas najazdu tatarskiego. W dokumentach Kurii w Krakowie nie ma wzmianki o dacie erekcji, natomiast ród Brandyszów nie był znany w Polsce w XIV wieku. Zapiski w protokole wizytacyjnym za czasów ks. Cyankiewicza, proboszcza nowogórskiego w XVIII wieku również informują o braku aktu erekcyjnego.